# Liste von Sakralbauten in Willich
Die Liste von Sakralbauten in Willich listet gegenwärtige und ehemalige Sakralbauten in der nordrhein-westfälischen Gemeinde Willich auf. Zusätzlich werden hier auch Versammlungshäuser und -räume (ö. Ä.) von religiösen Gemeinschaften aus Willich sowie Trauerhallen auf Friedhöfen aufgeführt, die im engeren Sinne ja keine Sakralbauten sind.

## Liste

### Anrath
| Abbildung      | Name / Bezeichnung        | Zugehörigkeit                       | Adresse, Koordinaten                                      | Bauzeit     | Beschreibung |
| -------------- | ------------------------- | ----------------------------------- | --------------------------------------------------------- | ----------- | --- |
| weitere Bilder | St. Johannes Baptist      | Römisch-Katholische Gemeinde        | Kirchplatz 7, 47877 Willich ·                             | 1010 / 1898 | In der letzten fränkischen Rodungsmaßnahme (ca. im 9. Jahrhundert) entstand um einen Herrenhof der Kölner Erzbischöfe an dieser Stelle die Siedlung Anrath (Anrode, Anraide, Anrad, Anrath), es wird vermutet, dass der Herrenhof (auch zu dieser Zeit) eine kleine Kirche besaß. Um das Jahr 1010 wurde die Pfarre Anrath von der Kempener Pfarre St. Peter abgetrennt und damit selbstständig. Im Jahr 1019 wurde sie durch den Kölner Erzbischof Heribert in die 1002/1003 gegründete Benediktinerabtei Christus Salvator und Maria Genetrix in Deutz inkorporiert, diese Verbindung blieb bis zur Säkularisation 1803 bestehen. Ca. im 12. Jahrhundert wurde dann eine Kirche im Stil der Kölner romanischen Landkirchen errichtet. Da das Gotteshaus der immer wachsenden Gemeinde nicht mehr genügte, wurde es in den Monaten Januar und Februar des Jahres 1897 abgerissen und durch einen gotischen Neubau (nach Plänen des Düsseldorfer Architekten Josef Kleesattel) ersetzt, sie konnte am 30. Oktober 1898 geweiht werden. |
| weitere Bilder | Missionskapelle Vennheide | Römisch-Katholische Gemeinde        | Nähe Viersener Straße 177A, 47877 Willich ·               | 1869        | Wird auch als Heiligkreuzkapelle bezeichnet. Das Backsteingebäude wurde im Jahr 1869 zunächst ohne Fenster errichtet, sie wurden im Rahmen einer Renovierung erst 1937 eingebaut, 2009 wurde das Gebäude erneut umfassend renoviert. In der Kapelle finden in unregelmäßigen Abständen Gottesdienste statt. |
| weitere Bilder | Evangelische Kirche       | Evangelische Landeskirchen-Gemeinde | Jakob-Krebs-Straße 123, 47877 Willich ·                   | 1910        | Im Zuge des Baus des neuen Gefängnisses in Anrath war es notwendig geworden, auch eine evangelische Seelsorge am Ort anzusiedeln, der erste (evangelische) Pfarrer wurde am 1. Oktober 1904 in sein Amt eingeführt. Erste Gottesdienste wurden ab dem 5. November 1905 in einen Privathaus an der Jakob-Krebs-Straße (früher Bahnstraße) abgehalten. In der Folge siedelten sich immer mehr evangelisch-gläubige Mitbürger an, um das Jahr 1907 ist eine evangelische Kapelle am Ortsende in Richtung Vorst nachgewiesen. Am 6. März 1910 konnte der Grundstein für die erste evangelische Kirche im Stadtgebiet gelegt werden, die Einweihung konnte schon am 6. November des gleichen Jahres gefeiert werden. Die ehemalige Kapelle wurde als Eingangsbereich in das neue Gotteshaus integriert. Im Jahr 1952 wurde die Pfarre selbstständig, im August 1959 konnte der neue Jugendheim und das Pfarrhaus fertig gestellt werden, die neue Orgel konnte ab Dezember 1986 genutzt werden.                                             |
| weitere Bilder | Synagoge Anrath           | Judentum                            | Ecke Viersener Straße / Hindenburgstraße, 47877 Willich · | 1878        | Schon vor 1800 verfügten die Anrather Juden über ein Bethaus, im Jahr 1853 bildeten sie eine eigene Synagogengemeinde. Zunächst als Filialgemeinde des Gladbacher Synagogenbezirks wurde sie später selbstständig. Im Jahr 1878 konnte dann die Synagoge in Anrath geweiht werden, im Jahr 1927 schloss man sich der Synagogengemeinde Krefeld an. Die Synagoge wurde in der Pogromnacht am 9. November 1938 nicht verwüstet, sie wurde aufgegeben und an die Gemeinde Anrath verkauft. 1961 wurde das Gebäude abgerissen, 1999 wurde zur Erinnerung an die ehemalige jüdische Gemeinde und ihre 1938 verwüstete Synagoge eine bronzene Gedenktafel an der Viersener Straße aufgestellt. |
| weitere Bilder | Friedhofskapelle Anrath   | Städtische Trauerhalle              | Neersener Straße 67, 47877 Willich ·                      |             | |

### Neersen
| Abbildung      | Name / Bezeichnung       | Zugehörigkeit                       | Adresse, Koordinaten                | Bauzeit     | Beschreibung |
| -------------- | ------------------------ | ----------------------------------- | ----------------------------------- | ----------- | --- |
| weitere Bilder | St. Mariä Empfängnis     | Römisch-Katholische Gemeinde        | Hauptstraße 34, 47877 Willich ·     | 1655 / 1960 | Die Gründung der Pfarre Neersen geht auf das Jahr 1798 zurück, davor geschah die Betreuung durch die Pfarre Anrath. Bis zur Errichtung einer eigenen Kirche konnten Gottesdienste in der Schlosskapelle Neersen besucht werden. Laut der Urkunde vom 25. März 1652 stiftete Arian von Virmond das erste Neersener Gotteshaus, der Baubeginn geht auf das Jahr 1655 zurück. Hierbei handelte es sich um einen einfachen Bau mit einer flachen Holzdecke, es wurde wahrscheinlich auch über die Errichtung eines Klosters nachgedacht. Die Kirche wurde der Jungfrau Maria, dem Evangelisten Johannes, dem Heiligen Josef, dem Heiligen Vater Franziskus, dem Heiligen Antonius von Padua, der Heiligen Maria Magdalena und den Heiligen Jungfrauen Barbara und Irmgardis gewidmet. Um den Dienst an der Kirche zu sichern, wurden Minoriten der Kölnischen Provinz gebeten, die Kirche und das Kloster zu übernehmen. Im Jahr 1798 wurde das Kloster geschlossen und die Pfarre gegründet. Die Klostergebäude wurden der Gemeinde übertragen und dienten als Verwaltungsgebäude. 1960 wurden die baufälligen Klostergebäude und das Hauptschiff der Kirche abgerissen und durch einen Neubau ersetzt. Die Einweihung durch den Bischof Johannes Pohlschneider fand am 10. September 1962 statt, in den Jahren 2011 bis 2012 fanden weitere Umbauten statt. |
| weitere Bilder | Kapelle Klein-Jerusalem  | Römisch-Katholische Kapelle         | Vinhovenplatz 12, 47877 Willich ·   | 1660        | Am Ortsrand des Stadtteils Neersen entstand schon im Jahr 1660 eine Kapelle, die auf den Geistlichen Gerhard Vynhoven zurückgeht. Die Kapelle enthält präzise Nachbildungen der Geburtsgrotte in Betlehem und des Heiligen Grabes in Jerusalem, als Namen wurde Beth-Jerusalem gewählt. Im Volksmund wurde die Kapelle aber schnell Klein-Jerusalem genannt. Heute gehört die Kapelle zur Neersener Pfarre St. Mariä Empfängnis, sie wird hauptsächlich als Pilgerstätte und für Hochzeiten genutzt. Weiterhin bildet sie jährlich das Zentrum eines Schützenfestes. |
| weitere Bilder | Schlosskapelle Neersen   | Römisch-Katholische Kapelle         | Hauptstraße 6, 47877 Willich ·      |             | Bis zur Errichtung einer eigenen Kirche konnten die Bewohner von Neersen nur an den Gottesdiensten in der Schlosskapelle teilnehmen. Diese wurde vermutlich um 1800 abgebrochen, nur die Fundamente sind erhalten. |
| weitere Bilder | Kapelle St. Konrad       | Römisch-Katholische Kapelle         | Grenzweg 76, 47877 Willich ·        | 1935        | Im Jahr 1935 wurde im Stadtteil Neersen (direkt an der Niers) eine Kapelle zu Ehren des Heiligen Konrad von Parzham erbaut. Die Deckengestaltung besteht aus drei Ankerbalken mit Sinnsprüchen (Hans Tack), einer Orgel aus der Werkstatt Pels & Van Leeuwen (Alkmaar), Kreuzwegstationen vom Bildhauer Kikartz, Wittlar sowie Fenstergruppen nach Peter Hecker. Die Gemeinde wird von der Viersener Gemeinde St. Remigius betreut. |
| weitere Bilder | Friedenskirche           | Evangelische Landeskirchen-Gemeinde | Bengdbruchstraße 1, 47877 Willich · | 1965        | Mit Zuwendungen des Gustav-Adolf-Werkes und Beihilfen des Kirchenkreises konnte im Jahr 1964 ein Grundstück für den Bau eines evangelischen Gotteshauses gekauft werden. Ein Jahr später konnte der Grundstein für den Bau samt Gemeindezentrum gelegt und im gleichen Jahr fertiggestellt werden. Mitte der 1980er Jahre erhielt die Kirche den Namen „Friedenskirche“, davor wurde sie schlicht „Ev. Kirche Neersen“ bezeichnet. |
| weitere Bilder | Friedhofskapelle Neersen | Städtische Trauerhalle              | Kirchhofstraße, 47877 Willich ·     |             | |

### Schiefbahn
| Abbildung      | Name / Bezeichnung                                                      | Zugehörigkeit                                              | Adresse, Koordinaten                         | Bauzeit                     | Beschreibung |
| -------------- | ----------------------------------------------------------------------- | ---------------------------------------------------------- | -------------------------------------------- | --------------------------- | --- |
| weitere Bilder | St. Hubertus                                                            | Römisch-Katholische Gemeinde                               | Hubertusstraße 5, · 47877 Willich ·          | 1458 / 1598 / 1853 bis 1855 | Bereits um die Zeit von 1400 ist an diesem Ort eine Kapelle nachgewiesen, sie war dem heiligen Hubertus gewidmet. Zunächst zur Pfarre Anrath gehörend, erlangte die Pfarre Schiefbahn ihre Selbstständigkeit im Jahr 1548. Da die Kapelle aber schnell zu klein wurde, wurde sie 1598 zur Pfarrkirche erweitert. Im Jahr 1853 wurde das Gotteshaus, welches wieder zu klein geworden war, abgerissen und in der jetzigen Form (nach den Plänen von Vincenz Statz) neu gebaut. Das erste Hochamt konnte am 4. November 1855 gefeiert werden. |
| weitere Bilder | Klosterkirche St. Bernhard mit „Hauskapelle“ und Kapelle „Maria Schnee“ | Römisch-Katholische Gemeinde / Römisch-Katholische Kapelle | Albert-Oetker-Straße 98–102, 47877 Willich · | 1946 / 1961                 | Das Kernstück von St. Bernhard ist die Villa des Krefelder Seidenfabrikanten Albert Oetker (Mechanische Seidenweberei und Tuchfabrik Deuß & Oetker), die hier um die Jahrhundertwende (als Sommersitz neben der Fabrik) erbaut wurde. Im Dritten Reich (ca. 1936) kaufte die NSDAP das Gelände und baute dort eine Gauschule auf. Nach Kriegsende (am 15. Oktober 1946) konnte hier die Missionsschule der Hünfelder Oblaten (zunächst als Internat) eröffnet werden. Die zugehörige Kirche (nach den Plänen von Josef Bieling und als integraler Bestandteil der Gesamtanlage) wurde im Jahr 1961 errichtet, sie beinhaltete zusätzlich zwei Kapellen: „Hauskapelle“ und Kapelle „Maria Schnee“. Die „Hauskapelle“ wird zurzeit als Bücherei genutzt, in „Maria Schnee“ finden weiterhin Gottesdienste statt. |
| weitere Bilder | Hoffnungskirche                                                         | Evangelische Landeskirchen-Gemeinde                        | Wallgraben 29, 47877 Willich ·               | 1956 / 1994                 | Im Jahr 1956 wurde von der damaligen evangelischen Kirchengemeinde Willich-Schiefbahn ein „Notbehelf“ in Verbindung mit einem Jugendheim am Wallgraben errichtet. Erst Mitte der 1980er Jahre erhielt die Kapelle den Namen „Hoffnungskirche“. Im Jahr 1994 wurde sie durch einen Neubau ersetzt, gleichzeitig wurde ein Gemeindezentrum erbaut, die feierliche Einweihung fand im April 1995 statt. |
| weitere Bilder | Synagoge Schiefbahn                                                     | Judentum                                                   | Tömp, · 47877 Willich ·                      | 1890                        | Die Schiefbahner Juden versammelten sich zunächst in einem Bethaus an der Hochstraße, hier war auch ein Schulungsraum vorhanden. Im Jahr 1836 kaufte die jüdische Gemeinde ein Grundstück am Tömp, 1890 konnte hier die Synagoge geweiht werden. Am Morgen des 10. November 1938 wurde das Gebäude von SA-Männern in Brand gesetzt und völlig zerstört. Zur Erinnerung an die ehemalige jüdische Gemeinde und ihre verwüstete Synagoge wurde eine bronzene Gedenktafel am Tömp aufgestellt. |
| weitere Bilder | Friedhofskapelle Schiefbahn                                             | Städtische Trauerhalle                                     | Bruchstraße, 47877 Willich ·                 |                             | |

### Willich
| Abbildung      | Name / Bezeichnung                                 | Zugehörigkeit                       | Adresse, Koordinaten                        | Bauzeit                           | Beschreibung |
| -------------- | -------------------------------------------------- | ----------------------------------- | ------------------------------------------- | --------------------------------- | --- |
| weitere Bilder | St. Katharina                                      | Römisch-Katholische Gemeinde        | Kreuzstraße 12, 47877 Willich ·             | 1000 (ca.) / 1146 / 1899 bis 1901 | Nachdem bereits im 5. Jahrhundert die Bevölkerung der Niederrheins christlich geworden war, dauerte es bis zum Beginn des 11. Jahrhunderts, bis die Pfarre Willich selbstständig werden konnte (Pfarrpatron war der Hl. Pankratius). Um das 16. Jahrhundert kam als zweite Patronin die Hl. Katharina von Alexandrien hinzu, die heute alleinige Pfarrpatronin ist. An der Stelle des heutigen Gotteshauses haben im Laufe der Zeit drei Kirchbauten gestanden: Ca. um das Jahr 1000 (sehr wahrscheinlich) eine kleine Saalkirche, im Jahr 1146 ein romanischer Kirchbau, der im Sommer 1898 abgerissen wurde und durch einen gotischen Neubau (nach Plänen des Architekten Josef Kleesattel) zwischen 1899 und 1901 ersetzt wurde. |
| weitere Bilder | St. Mariä Rosenkranz                               | Römisch-Katholische Gemeinde        | Krefelder Straße / Hoxhöfe, 47877 Willich · | 1939 / 2016                       | U. a. durch die Errichtung einer Arbeitersiedlung der Krefelder Edelstahlwerke stieg im 19. Jahrhundert die Bevölkerungszahl in Willich an, so wurden ab 1907 an der Willicher Heide zwei Schulen errichtet. In der Folge konnten die Katholiken die Kapelle der Rheinischen Provinzial-Fürsorge-Anstalt Fichtenhain nutzen. Da Fichtenhain in der Kommunalreform 1929 aber Krefeld zugeschlagen wurde, fanden die Gottesdienste nun in einem Klassenraum der Schule statt, 1937 stellte der Landwirt Karl Larbalette eine Scheune als Behelfskirche zur Verfügung. Am 25. Januar 1937 wurde ein Kapellenbauverein gegründet, am 19. März 1939 konnte der Spatenstich für ein neues Gotteshaus gelegt werden. Die feierliche Einweihung durch den Weihbischof Friedrich Hünermann fand am 29. Oktober 1939 statt, das Gotteshaus erhielt den Namen „St. Mariä Rosenkranz“. Die Selbstständigkeit erlangte die Pfarre am 7. August 1952, im Jahr 2011 entschied sich die Kirchengemeinde St. Katharina (zu der Mariä Rosenkranz seit 2010 gehört), die Filialkirche an der Willicher Heide aufzugeben. Am 31. Mai 2015 wurde die Kirche entwidmet und die gesamte Liegenschaft an die Stadt Willich veräußert. Am 14. Dezember 2016 konnte die Kirchengemeinde unweit der früheren Kirche eine Wegekapelle als Ort der Erinnerung errichten. In die Kapelle wurden Teile der ehemaligen Kirche integriert, der danebenliegende Glockenturm besitzt eine Glocke aus dem aufgegebenen Gotteshaus. |
| weitere Bilder | Anstaltskirche der Justizvollzugsanstalt Willich I | Ökumenische Bewegung                | Gartenstraße 1, 47877 Willich ·             | 1904                              | Im Jahr 1904 wurde mit dem Neubau des Königlich-preußischen Gefängnisses in Anrath (heute Justizvollzugsanstalt Willich I) eine Anstaltskirche errichtet. Bedingt durch den im Jahr 2024 geplanten Neubau der JVA wird auch die Anstaltskirche abgerissen und durch einen abgegrenzten Bereich in einer neuen Mehrzweckhalle ersetzt. |
| weitere Bilder | Auferstehungskirche                                | Evangelische Landeskirchen-Gemeinde | Krusestraße 20, 47877 Willich ·             | 1931 / 1962                       | |
| weitere Bilder | Neuapostolische Kirche Willich                     | Neuapostolische Kirche              | Franz-Liszt-Straße 9–11, 47877 Willich ·    | 1961                              | [ 38 ] |
| weitere Bilder | Milli Görüs IGMG                                   | Islam                               | Bahnstraße 110, 47877 Willich ·             |                                   | [ 39 ] |
| weitere Bilder | Friedhofskapelle Willich                           | Städtische Trauerhalle              | Hülsdonkstraße, 47877 Willich ·             | 1959 bis 1961                     | Als Ersatz für die alte Kapelle wurde hier in den Jahren 1959 bis 1961 eine Kapelle mit Leichenhalle und frei stehendem Glockenturm nach den Plänen von Peter Kuhlen errichtet. Erwähnenswert ist das angeschlossene Friedhofscafe „Raum der Begegnung“, ein offenes und unverbindliches Angebot der katholischen Kirche zur Begegnung. |
| weitere Bilder | Ehem. Friedhofskapelle Willich                     | Städtische Trauerhalle              | Hülsdonkstraße, 47877 Willich ·             | 1909                              | Im Jahr 1909 wurde vom damaligen Bürgermeister Rieffert auf dem Willicher Friedhof eine Kapelle im klassizistischen Stil erbaut. Als Ersatz wurde von 1959 bis 1961 in der unmittelbaren Nähe ein neuer Gebäudekomplex gebaut, das alte Gebäude wurde nicht abgerissen und wird u. a. durch die Sankt Matthias Bruderschaft Willich genutzt. |